# 神勇小白鼠
《神勇小白鼠》是一部英国动画电视连续剧。第一次在2015年9月28日播出，最后一次是在2019年3月5日。这部动画片由布莱恩·科斯格罗夫为Netflix创造。香港由香港電視娛樂於旗下頻道ViuTV與ViuTVsix播映，提供粵語配音。

## 剧情介绍
小白鼠是有史以来最好的秘密特工之一。 在伙伴彭福（Penfold），笨拙的仓鼠，凯上校和科学家Squeakenkluck教授的陪同下，这只友好的小老鼠完成了一项艰巨的任务，将地球从可怕的冯·格林贝克男爵手中夺走，应对世界安全的任何威胁。

## 角色
- 亞歷山大·阿姆斯壯 配音 小白鼠（Danger Mouse）[3]
- 凱文·艾爾登 配音 彭福尔德（Penfold）[3]
- 史蒂芬·弗莱 配音 K上校（Colonel K）[3]
- 埃德·高恩 配音 赛拉斯美钞男爵（Baron Silas von Greenback ）[3]
- 戴夫·兰姆 配音 细高跟鞋（Stiletto Mafiosa）[3]